# 음펨바 효과

42.9°C의 물과 18.6°C의 물 그래프

음펨바 효과(Mpemba effect)는 같은 냉각 조건에서 고온의 물이 저온의 물보다 더 빨리 어는 현상 또는 그 효과를 말한다. 이는 35℃ 물과 5℃ 물로 실험하였을 때 비교효과가 극대화된다. 1963년 탄자니아의 에라스토 음펨바(Erasto B. Mpemba)가 처음 발견했다고 해서 붙은 명칭이다.
이런 현상이 발생하는 원인에 대해서는 여러 견해가 주장되어 왔으며, 2013년 11월 싱가포르 연구진은 물의 수소결합과 공유결합의 에너지 상관관계에 의한 현상이라는 논문을 발표하였다.

## 발견
음펨바 효과는 탄자니아의 에라스토 음펨바(Erasto B. Mpemba)라는 사람의 이름을 딴 것이다. 발견자인 음펨바는 마감바 중학교에서 당시 3학년이던 1963년에 이 현상을 처음으로 발견하게 되었다. 음펨바(Erasto Mpemba)는 학교에서 끓는 우유와 설탕을 섞어 아이스크림을 만드는 실습을 하고 있었다. 원래 아이스크림을 만들 때는 혼합 용액을 충분히 식힌 다음에 냉동실에 넣어 얼려야 한다.
실습실의 냉동고에는 자리가 충분하지 않았고, 음펨바는 냉동고의 자리를 차지하기 위해 채 식지 않은 혼합용액을 그대로 냉동실에 집어넣었다. 얼마 후 냉동실 문을 열어보았는데, 충분히 식힌후에 넣은 다른 학생의 아이스크림보다 자신의 아이스크림이 먼저 얼어 있는 것을 발견하였다. 음펨바는 같은 실험을 여러차례 해보았으나 동일한 결과를 얻었다. 이런 사실을 인근 대학의 물리학자인 오스본(Denis G. Osborne) 교수에게 알렸다. 오스본 교수는 실험을 통해서 뜨거운 물이 차가운 물보다 더 빨리 언다는 사실을 확인하게 되었으나 그 원인은 알 수 없었다. 아무튼 오스본 교수의 연구팀은 실험 결과를 1969년 ‘Physics Education’저널에 게재하였다(vol 4, p.172-175). 이후에도 오랫동안 그 원리가 밝혀지지 않자 2012년 영국왕립화학회가 음펨바 현상의 원인 규명에 1000파운드의 상금을 걸기도 했다.

## 복잡계 문제
냉각 과정에 있는 물의 상태를 온도라는 단 하나의 인자로 나타내도 괜찮은 것인가 하는 문제도 있다. 보다 정확한 기술을 위해서는 물에 대한 온도 분포를 생각할 필요가 있다. 몬웨아 젱(Monwhea Jeng)은 이 문제에 관해서 
해석이 몹시 복잡해진다. 왜냐하면 우리는 온도라는 하나의 인자가 아니라 온도장을 생각하여, 한층 더 해석에 필요한 전산 유체 역학과 매우 복잡하게 얽혀 있기 때문이다
이 효과는 열전도의 문제이며, 연속체 역학에 근거한 이동현상의 관점에서 연구를 진행하는 것이 적합하다. 열 수송을 편미분방정식으로 해석한다면, 물의 평균 온도 등 몇가지 적은 수의 인자만 고려해서는 계의 움직임을 기술하기에 충분하지 않다. 계의 기하학적인 세부사항이나 유체의 특성, 온도장이나 흐름장 등 다양한 조건이 계의 움직임에 지극히 복잡한 영향을 줄 수 있기 때문이다. 단순화된 열역학에만 기초하여 분석하면 음펨바 효과는 직관에 반대되는 것처럼 보인다. 그렇지만 이것은 물리학 문제에 접근할 때 적절한 변수들을 모두 고려해주어야 한다는 것을 말해주고 있다.
과학 평론가 필립 볼은 2006년 잡지 《물리학 세계》(Physics World)에 기고한 기사에서 "문제는 이 현상을 효율적으로 재현하는 것이 매우 어렵다는 데 있다. 이는 이 현상이 나타나기도 하고, 나타나지 않기도 하기 때문이다. 또한 만약 음펨바 효과가 올바르다고 해도, 현상을 해석하는 것이 일반적인 것에 그칠지, 아니면 훌륭한 발견이 될지는 분명하지 않다."라고 했다.

## 역사
고대의 아리스토텔레스, 근세의 프랜시스 베이컨, 르네 데카르트 등의 과학자들이 이와 비슷한 현상에 대해 알고 있었을 가능성이 있다. 아리스토텔레스는 그가 안티페리스타시스(antiperistasis)라고 부르는 "어떤 성질의 강도는 상반되는 성질에 둘러싸일 때 더욱 높아질 수 있다."라는 잘못된 특성 개념으로 이해하였다.

## 원인 분석
원인은 2013년 11월 싱가폴 남양이공대학 쑨장칭, 시장 교수 연구팀에 의해 물의 수소결합과 공유결합의 에너지 상관관계에 의한 현상임이 밝혀졌다. 물 분자 사이 수소결합으로 인해 하나의 물 분자를 이루고 있는 각각의 수소 원자, 산소 원자의 공유결합은 분자들을 가까이 붙일 때 길어지며 에너지를 축적한다. 이후 물을 끓이면 물 분자 사이 간격이 벌려지면서 수소결합 역시 길어진다. 이렇게 끓인 물을 냉각할 때는 공유결합 길이가 다시 줄어들면서 축적했던 에너지를 방출하게 된다. 뜨거운 물은 축적된 에너지 양이 많아 냉각시 더 빠른 속도로 에너지를 방출하게 되는 것이다.
이러한 원인 분석이 정설로 여겨지고 있으나, 음펨바 효과가 물이 아닌 콜로이드에서도 발생하고 있어 물 외의 액체에서 발생하는 음펨바 효과에 대해서는 보다 깊은 연구가 필요하다.

## 비슷한 효과
- 잠열
- 라이덴프로스트 효과

## 같이 보기
- 열용량
- 뉴턴의 냉각 법칙